# Катлейк
Катлейк (нід. Katlijk) — село в нідерландській провінції Фрисландія. Входить до муніципалітету Геренвен.
Його площа становить 11,37км², а населення станом на 2021 рік складало 585 осіб.
Перша згадка про населений пункт датується 1315 роком.

## Галерея

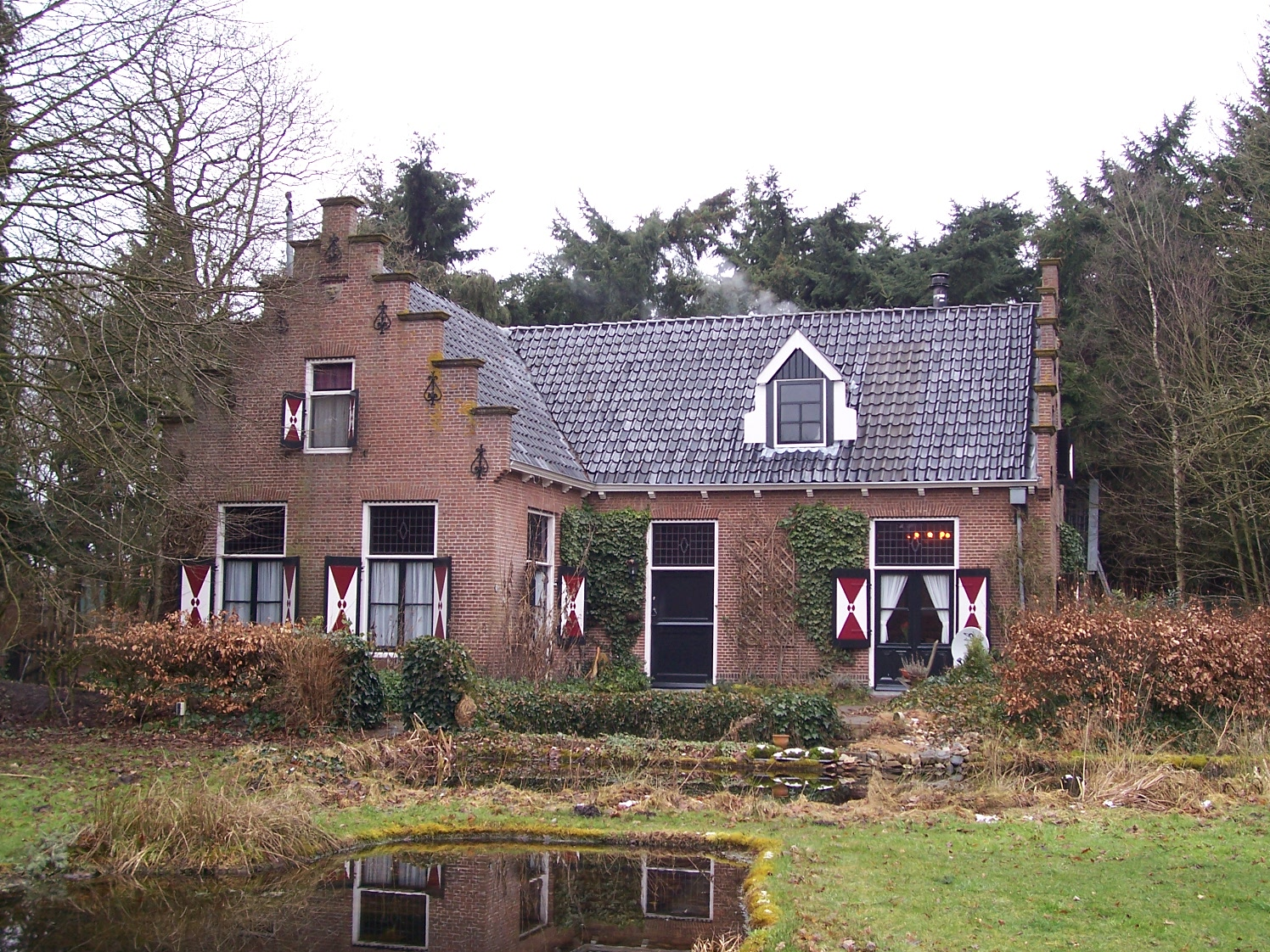
Маєток 't Slotsje
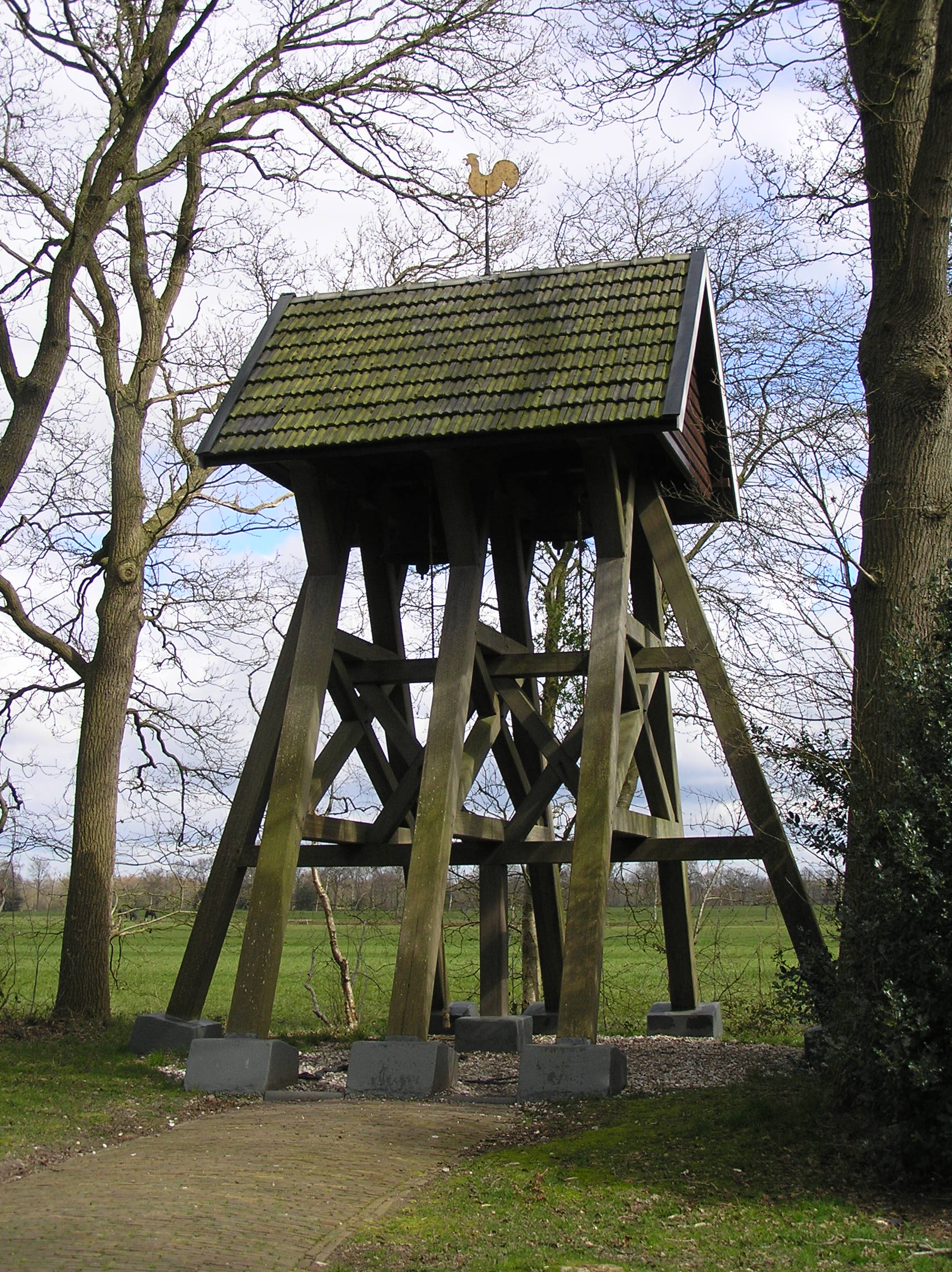
Дзвіниця
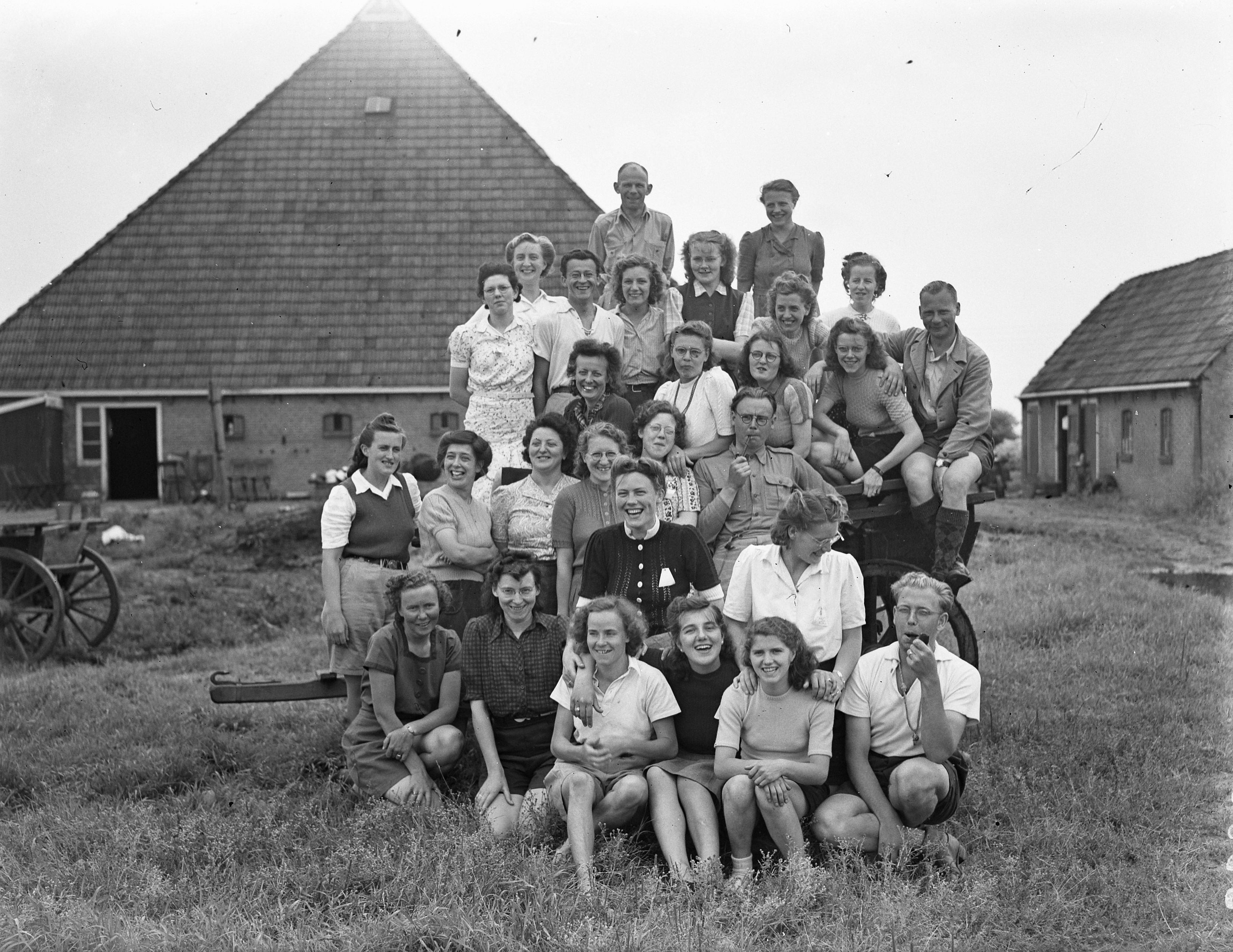
Молодіжний табір в Катлейку (1948)